# Philipp Erhardt
Philipp Erhardt (10 settembre 1993) è un calciatore austriaco, difensore del Bad Sauerbrunn.

## Caratteristiche tecniche
È un difensore centrale.

## Carriera
Cresciuto nelle giovanili del Mattersburg, ha esordito in prima squadra il 28 febbraio 2014 in occasione del match pareggiato 2-2 contro l'Horn.